# 720-ті
Раннє Середньовіччя. Триває чума Юстиніана. У Східній Римській імперії правив Лев III Ісавр. Омеядський халіфат утримував майже весь Піренейський півострів, крім Астурії. Невелика частина Італії належить Візантії, на решті лежить Лангобардське королівство. Франкським королівством формально правлять королі з династії Меровінгів при фактичному правлінні Карла Мартела, в Аквітанії править Едо Великий. В Англії триває період гептархії. Авари та слов'яни утвердилися на Балканах. Центр Аварського каганату лежить у Паннонії. Існують слов'янські держави князівство Карантанія та Перше Болгарське царство.
У Китаї тривало правління династії Тан. Індія роздроблена. В Японії триває період Нара. У степах між Азовським морем та Аралом існує Хазарський каганат. Тюркський каганат поступово занепадає.
На території лісостепової України в VIII столітті виділяють пеньківську й празьку археологічні культури. У VIII столітті тривало швидке розселення слов'ян. У Північному Причорномор'ї співіснують різні кочові племена, зокрема булгари, хозари, алани, авари, тюрки.

## Події
- Араби вели війни з Візантією в Малій Азії, з хозарами на Кавказі, в Середній Азії та в Європі. В Європі вони здійснили кілька походів на терени Франкського королівства, захопили Септиманію, але герцог Аквітанії Едо Великий дав їм відсіч.
- Франкський мажордом Карл Мартел підкорював землі германських племен алеманів, саксів та баварів. Він реорганізував військо на професійній основі, відібрав частину земель у церкви і роздав її своїм васалам, готуючись до війни з арабами.
- Візантійський василевс Лев III Ісавр розпочав кампанію іконоборства, що призвело до конфлікту зі Святим Престолом у Римі та місцевою візантійською церквою.
- Понтифікат Папи Григорія II.
- Святий Боніфатій проводив активну місіонерську роботу серед германців-язичників.